# Avatar (banda)
Avatar es una banda sueca de metal, fundada en Gotemburgo en el año 2001. En 2004 publicó su primer demo titulado Personal Observations, seguido de un EP en ese mismo año llamado 4 Reasons to Die. En 2006 lanzaron su álbum debut, Thoughts of No Tomorrow. Hasta la fecha han publicado nueve álbumes de estudio, siendo Dance Devil Dance el más reciente de ellos.

## Historia

### Formación y primeros lanzamientos (2001−2010)
La banda fue formada en Gotemburgo en 2001 por el baterista John Alfredsson y el guitarrista Jonas Jarlsby, quienes en ese momento estaban en diferentes bandas. Alfredsson eligió el nombre de la banda basándose en el término hindú. Después de varios cambios de integrantes, se asentaron en el año 2003, desde entonces han tenido un solo cambio en su formación. En 2004 lanzaron el demo Personal Observations, el 18 de enero, y el EP 4 Reasons to Die, el 19 de noviembre.

Thoughts of No Tomorrow
El primer álbum de estudio de Avatar, Thoughts of No Tomorrow, fue lanzado el 25 de enero de 2006 y alcanzó el puesto # 47 en el Sweden Albums Top 60; presentando un grupo de death metal muy joven, pero con muchas tablas y voces crudas. Dieron varias giras europeas como banda telonera para grupos como Impaled Nazarene, Evergrey e In Flames.
Schlacht
Su segundo álbum, Schlacht, fue publicado el 24 de octubre de 2007, alcanzando el puesto #27 en la lista de álbumes suecos. Björn Gelotte de In Flames contribuyó dentro de este álbum con un solo de guitarra en la canción Letters From Neverend. Dentro del conjunto posterior de giras, actuaron en el Sweden Rock Festival (2008), así como en otros espectáculos como teloneros de Obituary (de enero a febrero de 2008) y Hardcore Superstar (de octubre a noviembre de 2009).
Avatar (álbum)
Este álbum homónimo y tercero de la banda se lanzó en Suecia en noviembre de 2009, alcanzó la posición 36 en la lista de álbumes nacionales. En enero de 2010, el video musical de la canción Queen of Blades se estrenó en el sitio web de la banda, la canción es sobre el personaje de Sarah Kerrigan del videojuego Starcraft, dando a la banda mucha atención entre los fanes. Alrededor de ese tiempo, el grupo firmó con el sello Sony Music para el lanzamiento en Alemania y Suiza de este álbum el 26 de marzo de 2010. En abril del mismo año se firmó un trato con el sello japonés Art Union para su lanzamiento el 19 de mayo. Luego se aventuraron en un ambiciosa serie de giras musicales en la que se presentaron en el evento musical Storsjöyran, también con Warrior Soul (de marzo a abril de 2010), Dark Tranquility (de octubre a noviembre de 2010) y con Helloween (de diciembre de 2010 a enero de 2011).

### Black WaltzyHail the Apocalypse(2011−2015)

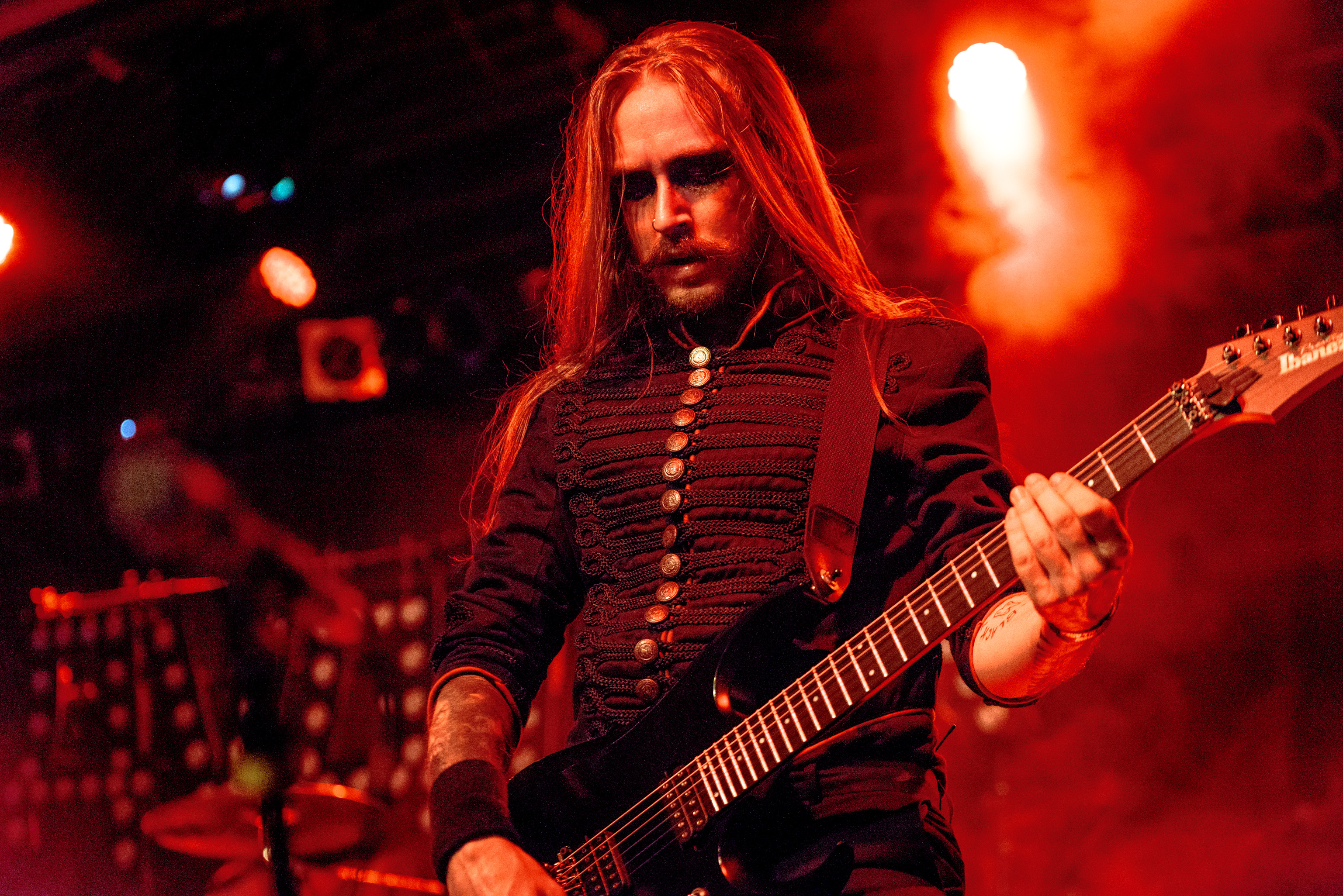
Tim Öhrström guitarrista de la banda desde el año 2011.

En diciembre de 2011, el guitarrista Simon Andersson dejó la banda y fue reemplazado por Tim Öhrström. El 25 de enero de 2012 el álbum Black Waltz fue lanzado en Europa, alcanzó la posición #25 en la lista de álbumes en el país natal de Avatar. Black Waltz marcaría la primera aparición del maquillaje del "payaso" que en la actualidad usa Eckerström regularmente y que se ha convertido en su sello característico.
El álbum fue lanzado en Estados Unidos el 14 de febrero. Como parte de la promoción de este material en dicho país, Avatar se embarcó en su primera gira por EUA junto a las bandas Lacuna Coil y Sevendust en febrero de 2013.
En agosto de 2013, David Draiman (vocalista de Device y Disturbed), después de que su esposa diera a luz, optó por retirarse del plan de giras que tenía agendado, de este modo, Avatar fue elegido por Avenged Sevenfold para reemplazar a Device y continuar con ellos y Five Finger Death Punch.

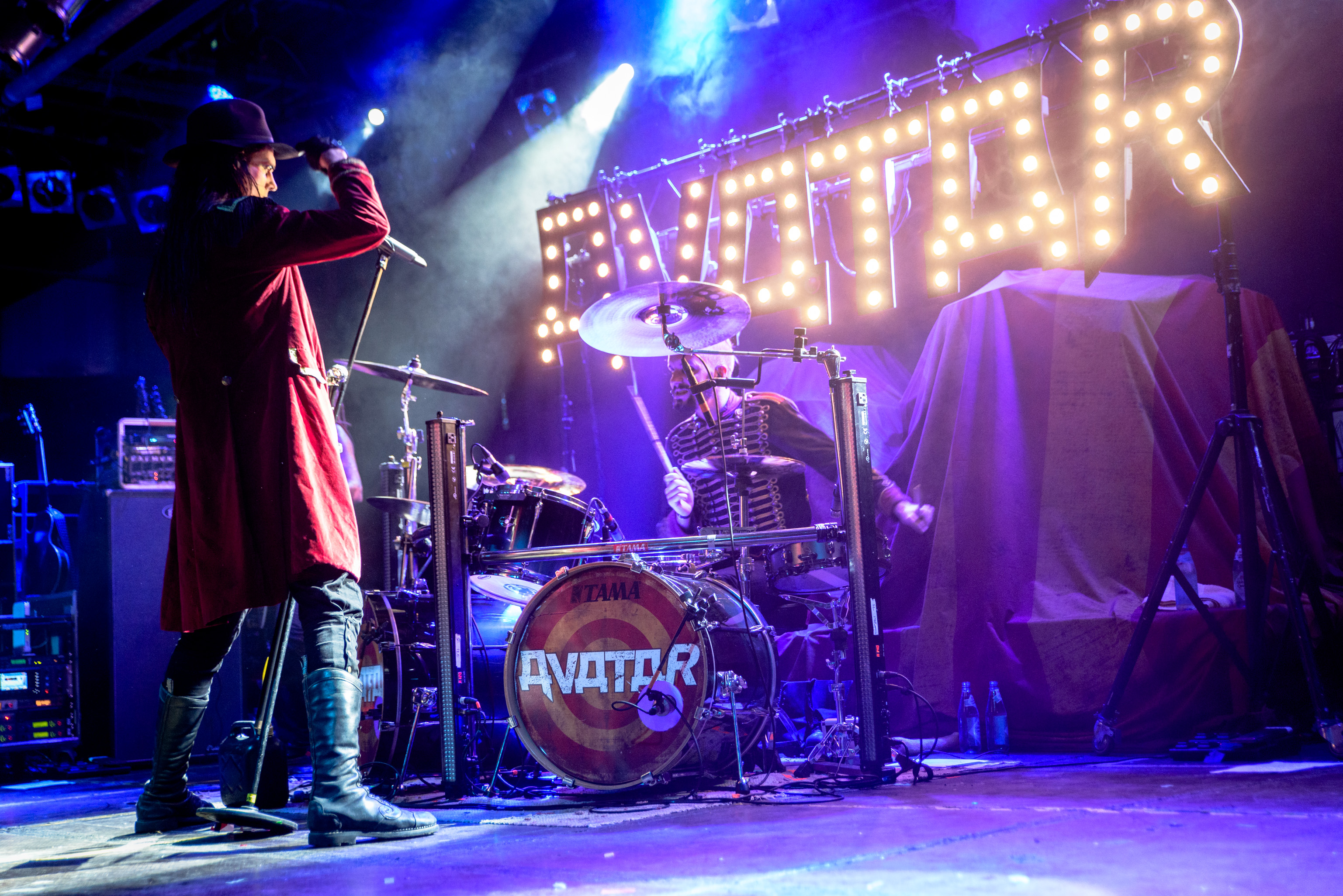
Avatar en el Free & Easy Festival 2015.

Durante el otoño siguiente, la banda pasó un mes en Tailandia grabando un nuevo álbum. El 11 de marzo de 2014 se anunció que el quinto álbum de Avatar se titularía Hail the Apocalypse, fue lanzado finalmente el 13 de mayo de 2014 a través de eOne Music. El primer sencillo, titulado igual que el álbum, fue publicado el 17 de marzo de 2014 y estuvo acompañado por un video musical. Este álbum fue producido por Tobias Lindell y mezclado por Jay Ruston.
Con la publicación de Hail the Apocalypse, Avatar estuvo realizando, tanto como banda titular y como telonera, varias giras por los EE. UU. y Europa, así como presentaciones en 2014 en los festivales Rock on the Range y Louder Than Life.
El video musical del tema 'Vultures Fly' se estrenó el 26 de enero de 2015 y ganó la distinción de ser votado como el #1 por cinco semanas consecutivas en el conteo de videos Battle Royal de la revista Loudwire, así mismo en su listado de los mejores videos de rock del año 2015. Luego, Avatar comenzó una gira por los EE. UU. en abril de 2015 que consistió en presentaciones junto a Five Finger Death Punch y Mushroomhead.
El grupo regresó a los EE. UU. para otra gira en agosto y septiembre de 2015 con Gemini Syndrome y First Decree. Hacia finales de 2015, se anunció que Avatar iba a aparecer en varios festivales de 2016, entre ellos el Rock on the Range y el Carolina Rebellion.

### Feathers & Flesh(2016−2017)
Después de varias giras promocionales de Hail the Apocalypse en 2014, Avatar entró al estudio en diciembre de 2015 para comenzar a grabar su siguiente álbum. La banda dividió su tiempo entre tres estudios de grabación europeos: Castle Studios en Rohrsdorf, Alemania, Finnvox Studios en Helsinki, Finlandia y Spinroad Studios en Lindome, Suecia. Sylvia Massy fue la productora de este material, famosa por haber trabajado con Tool y Red Hot Chili Peppers, elogió al grupo describiéndolo como "implacable" y señaló que el cantante Johannes Eckerström posee "un carisma y una energía salvajes". El inicio de las sesiones de grabación fue acompañado por varias actualizaciones a través de la cuenta de Instagram de la banda, haciendo una crónica de su transcurso por el estudio. Una vez finalizada la grabación, Avatar participó en el crucero Shiprocked 2016, después realizó una gira por el sur de Estados Unidos con September Mourning y Saint Diablo. El 30 de enero de 2016, en Dallas, Texas, la banda interpretó por primera vez el tema For The Swarm, la primera canción inédita desde el lanzamiento de su álbum anterior.

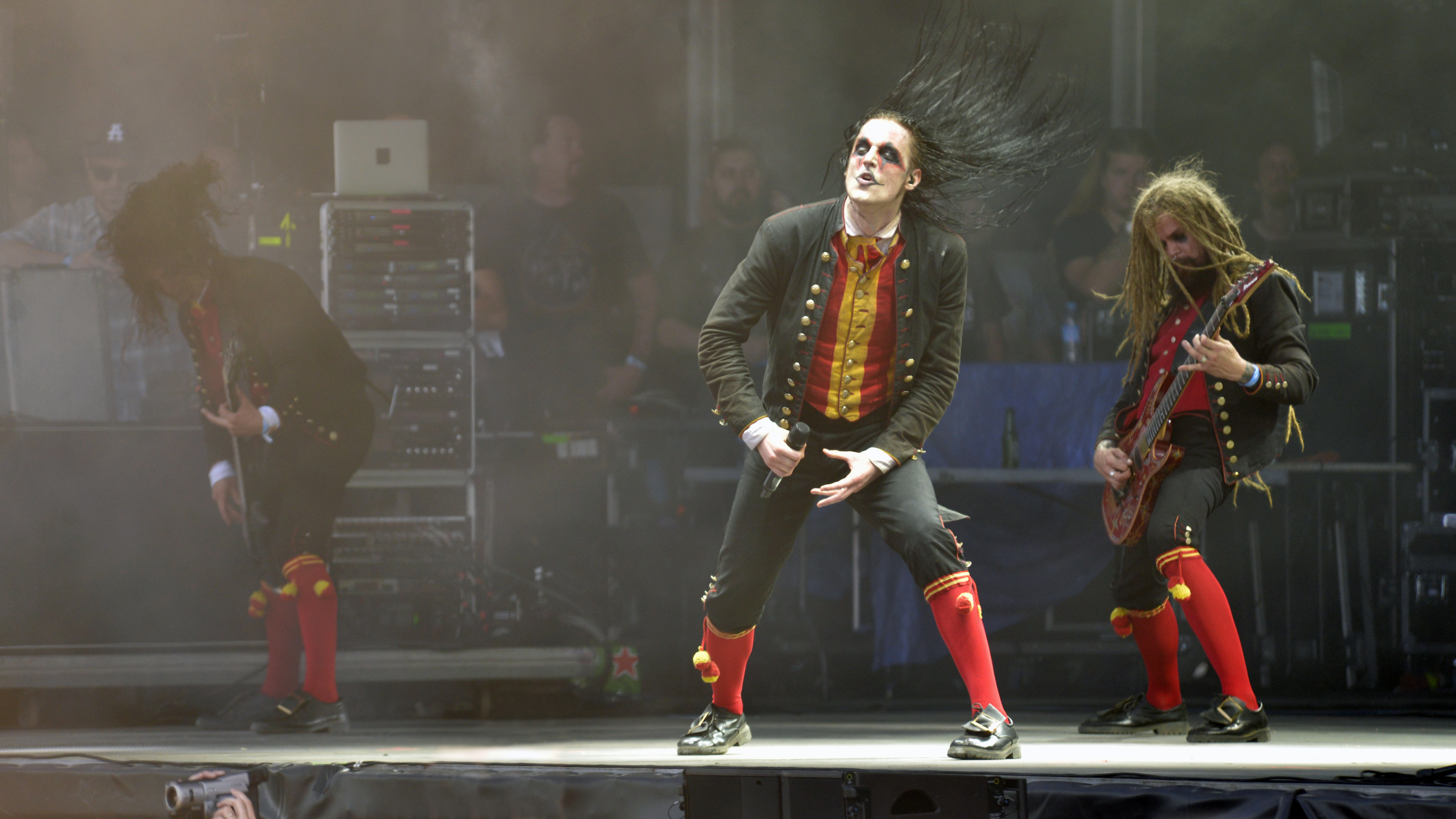
La banda en el Hellfest 2017.

El 3 de marzo de 2016, Avatar reveló el nombre del nuevo álbum, Feathers & Flesh, a través de su sitio web oficial y de sus redes sociales, el cual sería de tipo conceptual. También se dio a conocer que la fecha de lanzamiento sería el 13 de mayo de 2016, así como que varios paquetes de productos estarían disponibles para su preventa el 17 de marzo de 2016. Uno de estos paquetes ofrecía un libro de tapa dura de 60 páginas con un poema de 109 versos descrito en el Facebook de la banda como "una historia demasiado extensa para cualquier booklet". El primer sencillo promocional, For The Swarm, fue lanzado como una recompensa para aquellos que reservaron el álbum en iTunes. También se lanzó un video musical de este sencillo. La recepción de la nueva canción y del video musical entre los fanáticos fue alta, como lo demuestra el hecho de que For The Swarm haya sido votado como el número 1 del Battle Royale de la revista Loudwire en la semana que concluyó el 11 de marzo de 2016.
El 17 de marzo de 2016, los sencillos promocionales Regret y House of Eternal Hunt fueron lanzados para promover la preventa de los productos de Feathers & Flesh. Se publicó un video dirigido por Johan Carlén con ambas canciones reproducidas secuencialmente a medida que se enfoca una galería de arte oscura con muchas pinturas de aves, principalmente búhos, que reflejan algunas de las ilustraciones que la banda había creado para cada canción de su álbum. Regret, como canción de apertura del álbum, es descrita por la banda como "un viaje intenso a través de lo asombroso", y, "con creces, la introducción más diferente de un álbum que jamás hayamos escrito". La canción presenta a 'The Owl', la protagonista del álbum, mientras yace agonizando y reflexionando sobre su pasado. Por su parte, House of Eternal Hunt es descrita como "la definición de metal", da comienzo a la historia de 'The Owl', "una depredadora que gobierna el cielo", de acuerdo con Eckerström. El primer sencillo oficial, The Eagle Has Landed, se lanzó el 25 de marzo de 2016. Al igual que con los sencillos anteriores, esta canción fue una recompensa en gratificación por el pedido anticipado de Feathers & Flesh, el tema presenta al personaje antagonista 'The Eagle' y su video musical fue publicado el 9 de mayo de 2016. Después se desprendieron de este álbum 3 sencillos más: Tooth, Beak & Claw, Night Never Ending y New Land.
El 12 de junio de 2017, Avatar recibió el galardón a la mejor banda revelación en los premios Metal Hammer Golden Gods.

### Avatar CountryyLegend of Avatar Country(2017)

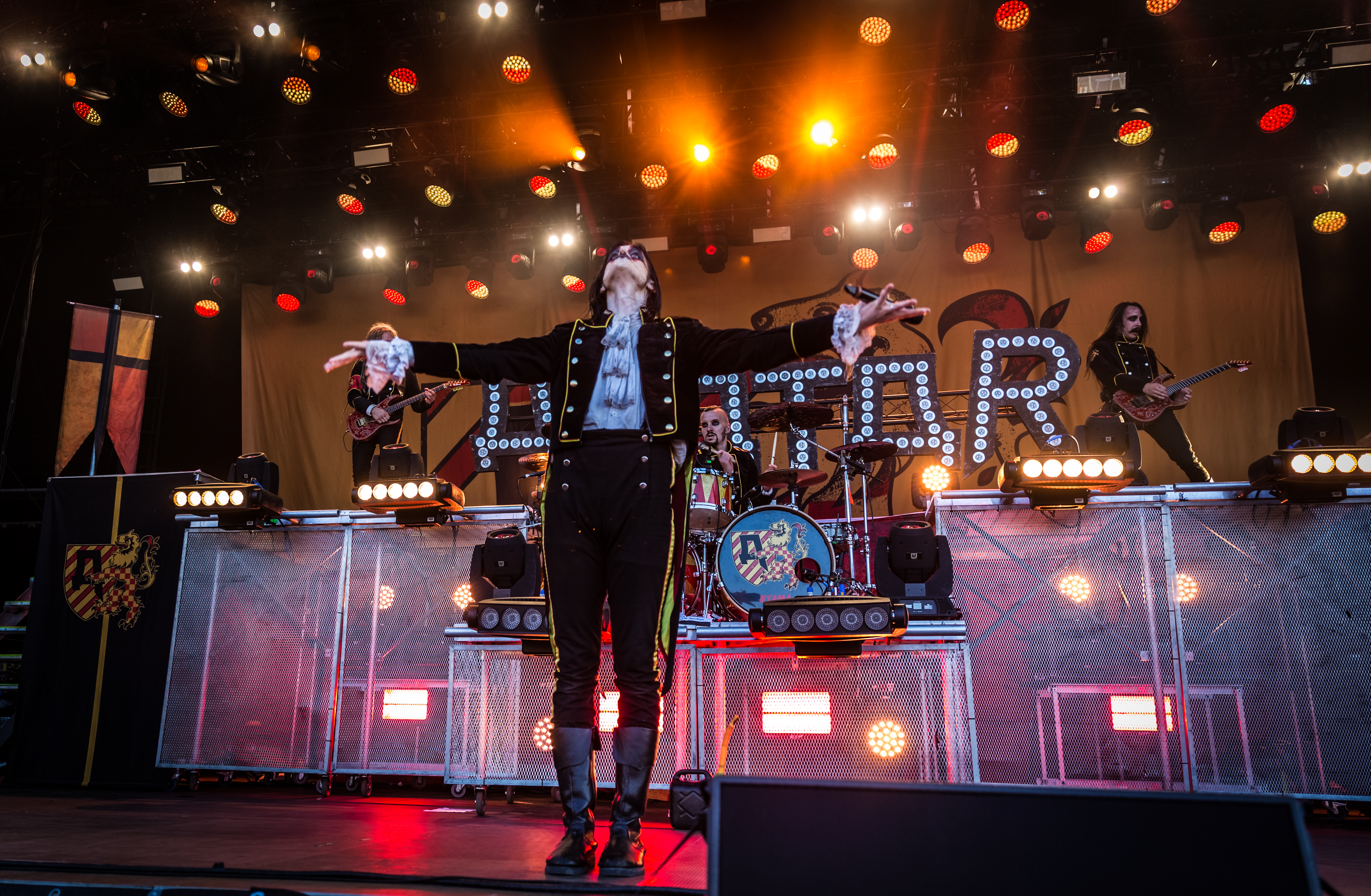
La banda en el año 2018.

El 24 de octubre de 2017, Avatar lanzó un nuevo sencillo llamado "A Statue of the King", junto con el anuncio de que saldría a la venta su séptimo álbum de estudio y segundo conceptual, "Avatar Country", el 12 de enero de 2018 a través de varios servicios de streaming como Spotify y en formatos físicos en tiendas de música de todo el mundo. También dieron a conocer las fechas de su nueva gira llamada "Avatar Country Tour", que comenzó en enero de 2018 en América del Norte, llegando a Europa en marzo del mismo año.
El 13 de diciembre, la canción "The King Wants You" se lanzó en la estación de radio SiriusXM Octane y pronto estuvo disponible en las principales plataformas digitales, siendo así el segundo sencillo desprendido del álbum "Avatar Country". Su video musical oficial fue publicado el 19 de diciembre de 2017. "The King Welcomes You to Avatar Country" fue el tercer sencillo, lanzado el 23 de mayo de 2018.
| La idea siempre ha sido la de trasportar a nuestros oyentes en un viaje loco hacia las partes más extrañas de nuestra mente y hacia nuestro amor por la música metal. Como grupo con una fuerte y cuidada estética visual, entendemos a este cortometraje como la conclusión natural de la saga 'Avatar Country' y esperamos que la gente esté tan emocionada de verlo como nosotros de realizarlo. — Johannes Eckerström |

El 29 de octubre de 2018, la banda arrancó una campaña en la plataforma Kickstarter para la financiación de 'Legend of Avatar Country', el cual será un cortometraje basado en el álbum Avatar Country de la banda, asociándose con la revista musical Kerrang! para poder sacar a la luz este proyecto audiovisual.
El grupo necesitaba reunir al inicio una cantidad de $50,000, la meta fue alcanzada en tan solo 90 minutos. La campaña duró 20 días, concluyendo el 18 de noviembre de 2018, y recaudó en total $188,259.
El argumento de 'Legend of Avatar Country' abordará la profecía de la formación de la banda y la leyenda de la resurrección del rey, así como la supervivencia del país de Avatar que para muchos es considerado como un mito. Esta legendaria tierra se encuentra en una constante batalla contra una clase dominante que cosecha la energía de los metaleros y lucha por mantenerlos esclavizados.
El día 1 de mayo de 2020, la banda subiría un video a su canal oficial de YouTube, titulado "A Farewell to Avatar Country" con el cual despedían esta época de la banda.

### Hunter Gatherer (2020)
El día 15 de mayo de 2020, Avatar lanzó el sencillo "Silence in the Age of Apes", el cual vaticinó la llegada de su octavo álbum de estudio que se titularía "Hunter Gatherer", seguido de otros sencillos como "God of Sick Dreams" y "Colossus" lanzados en los meses de junio y julio de 2020.
Finalmente, el 7 de agosto de 2020 salió a la luz su octavo álbum, que contaba con 10 canciones, con canciones que trataban temas como el suicidio en su canción "Gun" y las enfermedades mentales en su canción "A Secret Door", este álbum siguió con el estilo musical pesado que la banda había venido creando durante su carrera; durante esta época, la banda lanzaría 3 videos, para sus canciones "Silence in the Age of Apes", "Colossus" y "A Secret Door".
Durante los años 2021 y 2022, la banda sacaría 5 canciones individuales, las cuales fueron "Barren Cloth Mother", "Going Hunting", "So Sang The Hollow", "Construction of Souls" y "Cruel and Unsual", la principal que saldría acompañada de un videoclip sería la canción "Going Hunting", la cual serviría como promocional para su gira por Estados Unidos.

### Dance Devil Dance (2023-presente)
A finales del año 2022, el día 23 de septiembre de 2022, la banda mostraría al público su nueva canción "Valley of Disease" con la cual establecerían una nueva estética para la banda y anunciaría la llegada de su noveno álbum de estudio "Dance Devil Dance", durante los últimos meses del año 2022, la banda estrenó 4 sencillos de este álbum los cuales serían, la canción homónima al álbum "Dance Devil Dance" junto con un video, haciendo referencia a las artes oscuras y a cuestiones esotéricas, la canción "The Dirt I'm Buried In" también con su respectivo videoclip oficial, en donde la banda aborda una relación con ciertas entidades sobrenaturales de una forma relativamente cómica; finalmente, el último sencillo antes de la salida del álbum se tituló "Violence No Matter What" el cual cuenta con la participación de la artista Lzzy Hale. Finalmente, el día 17 de febrero de 2023 vería la luz pública el álbum completo, el cual contó con 11 canciones en total.

## Estilo musical e influencias
Debido a la variedad de estilos musicales que ha manejado Avatar a lo largo de su carrera se le suele clasificar en distintos subgéneros del heavy metal tales como el death metal melódico, el avant-garde metal y el groove metal, así como el metal industrial y progresivo, incluso, han llegado a ser catalogados como un grupo de circus metal por los elementos de circo que comenzaron a añadir desde la era de Black Waltz. Por su parte, los integrantes de la banda prefieren simplemente denominarse como metal ya que no planean quedarse en un mismo subgénero musical.
Las principales influencias de Avatar abarcan una serie de artistas y bandas de rock y metal tales como In Flames, Dark Tranquility, The Haunted, Marilyn Manson, Ministry, Strapping Young Lad, Iron Maiden, Thin Lizzy, Rammstein, Helloween, the Beatles, Black Sabbath, Meshuggah, Cryptopsy y Devin Townsend, con este último buscaron tener una colaboración, sin embargo, esta no fue posible. Además han sido influenciados por íconos de la música pop como ABBA y Michael Jackson, por el compositor clásico Beethoven y luchadores profesionales como Hulk Hogan.

## Imagen y vestuario
A partir de su álbum Black Waltz, el grupo decide enfatizar su imagen para transmitir mejor su música. Inspirados por su propia canción Let It Burn, querían una sesión fotográfica que mostrara a Johannes parado dentro de un lago de fuego. Puesto que no era algo que se pudiera realizar con una edición digital, contrataron como pirotécnico a Bryce Graves del circo Hellzapoppin. Entonces descubrieron las grandes habilidades circenses de Graves, así que lo volvieron a contratar, junto a otros artistas del mismo tipo, para el video del tema Black Waltz; pero Johannes necesitaba encajar estéticamente en tal contexto, de este modo, decidió a maquillarse como un payaso aterrador. Cuando lo vieron maquillado, se dieron cuenta de que esa era la imagen que habían estado buscando para Avatar.
El vestuario de The Clown ha ido variando con el paso del tiempo, sin embargo, ha conservado un sombrero negro y un bastón con una calavera en uno de sus extremos. En la etapa de Black Waltz, vestía pantalones militares, botas altas, tirantes rojos y un abrigo largo de cuero negro. Mientras que los otros miembros del grupo simplemente estaban vestidos de negro.
| [[File:Avatar – Wacken Open Air 2015 07.jpg\|150px\|alt={{{Alt\|]]                                               | [[File:Hellfest2017Avatar 02.jpg\|300px\|alt={{{Alt\|]] |
| [[File:Avatar - Rock am Ring 2018-5749.jpg\|430px\|alt={{{Alt\|]]                                                |                                                         |
| Vestuarios empleados durante las etapas: Hail the Apocalypse, Feathers & Flesh y Avatar Country respectivamente. |                                                         |

Con el lanzamiento de Hail the Apocalypse, el vocalista utilizaba un abrigo de terciopelo rojo con charreteras doradas y negras, guantes negros y continuó usando los pantalones con tirantes rojos. Los demás miembros comenzaron a usar uniformes también de diferentes colores, pero más sencillos que los del vocalista.
En 2016 publicaron Feathers & Flesh, el cual es un álbum conceptual compuesto a manera de fábula, por ello, es protagonizado por animales que son muy comunes en los países nórdicos, así que para conectar la historia y las melodías con el aspecto visual, el bajista Henrik Sandelin aportó la idea de utilizar uniformes basados en el traje típico de Suecia, su país de origen, que constaría de un saco, chaleco, camisa blanca, pantalones cortos a la altura de la rodilla y calcetines altos con pompones, todo ello con los colores distintivos de Avatar (rojo, amarillo y negro). En esta misma era, al interpretar el tema Fiddler's Farewell en vivo, Johannes usaba un traje más clásico de payaso blanco.
Para el álbum Avatar Country de 2018, debido a que también es un material conceptual que gira en torno al país ficticio de Avatar, buscaron resaltar, aparte de The Clown, al guitarrista Jonas Jarlsby, quien desempeña el personaje del rey, con los accesorios típicos de la realeza (corona, capa, etc.).
En algunas entrevistas y otros eventos, se puede ver a los integrantes de la banda usar pantalones cortos y camisas hawaianas. Eckerström ha dicho que esto se debe a que hubo un tiempo en que los encargados de la gerencia les querían decir qué hacer y qué llevar puesto. A ellos no les agradaba dicha situación, por lo tanto, vestirse así fue un tipo de 'protesta', "Hay mucha gente en este negocio que deseaba estar en bandas. Ahora, debido al trabajo de oficina que tienen en el negocio, sienten que deberían tener voz con respecto al lado artístico... y no la tienen", declaró el cantante.

## Miembros
Actuales
- Jonas "Kungen" Jarlsby - guitarra (2001-presente)
- John Alfredsson - batería (2001-presente)
- Johannes Eckerström - voz (2002-presente)[63]
- Henrik Sandelin - bajo, coros (2003-presente)[63]
- Tim Öhrström - guitarra, coros (2011-presente)[63]

Anteriores
- Albin Dahlquist - bajo
- Kim Egerbo - guitarra
- John Isacsson - bajo
- Viktor Ekström - guitarra
- Daniel Johansson - guitarra
- Christian Rimmi - voz
- Niklas Green - bajo
- Björn Risberg - bajo y guitarra[64]
- Mathias Smedberg - bajo
- Simon Andersson - guitarra (2003-2011)[63]

## Discografía

### Álbumes de estudio
| 2006 | Thoughts of No Tomorrow - Publicación: 15 de septiembre de 2006 - Discográfica: Gain Music Entertainment - Formatos: CD, LP, descarga digital | —  | —   | —  |
| 2007 | Schlacht - Publicación: 29 de octubre de 2007 - Discográfica: Gain - Formatos: CD, LP, descarga digital                                       | —  | —   | —  |
| 2009 | Avatar - Publicación: 20 de noviembre de 2009 - Discográfica: Gain - Formatos: CD, LP, descarga digital                                       | 36 | —   | —  |
| 2012 | Black Waltz - Publicación: 25 de enero de 2012 - Discográfica: Gain - Formatos: CD, LP, descarga digital                                      | 25 | —   | —  |
| 2014 | Hail the Apocalypse - Publicación: 13 de mayo de 2014 - Discográfica: Entertainment One Music - Formatos: CD, LP, descarga digital            | —  | 97  | 18 |
| 2016 | Feathers & Flesh - Publicación: 13 de mayo de 2016 - Discográfica: eOne Music - Formatos: CD, LP, descarga digital                            | —  | 88  | —  |
| 2018 | Avatar Country - Publicación: 12 de enero de 2018 - Discográfica: eOne Music, Century Media - Formatos: CD, LP, descarga digital              | —  | 132 | 2  |
| 2020 | Hunter Gatherer - Publicación: 7 de agosto de 2020 - Discográfica: eOne Music - Formatos: CD, LP, descarga digital                            | —  | —   | —  |
| 2023 | Dance Devil Dance - Publicación: 17 de febrero de 2023 - Discográfica: Black Waltz AB - Formatos: CD, LP, descarga digital                    |    |     |    |

### En vivo
| Año  | Título                 | Detalles |
| ---- | ---------------------- | --- |
| 2019 | The king Live in Paris | - Publicación: 7 de mayo de 2020 - Grabado en Download Festival 2018 (París) - Formatos: LP, descarga digital |

| Año  | Título      | Detalles                                                                          |
| ---- | ----------- | --------------------------------------------------------------------------------- |
| 2021 | Avatar Ages | - 4 conciertos en streaming emitidos durante enero del 2021 debido a la pandemia. |

### EP
| Año  | Título           | Detalles                                                                |
| ---- | ---------------- | ----------------------------------------------------------------------- |
| 2011 | 4 Reasons to Die | - Publicación: 19 de noviembre de 2004 - Discográfica: Bloodstained Art |
| 2011 | Black Waltz      | - Publicación: 24 de octubre de 2011 - Discográfica: Gain Music         |

### Demo
| Año  | Título                | Detalles                           |
| ---- | --------------------- | ---------------------------------- |
| 2004 | Personal Observations | - Publicación: 18 de enero de 2004 |

### Sencillos
| Año  | Canción                                   | USA Main. | Álbum                   |
| ---- | ----------------------------------------- | --------- | ----------------------- |
| 2005 | "And I Bid You Farewell"                  | —         | Thoughts of No Tomorrow |
| 2005 | "My Shining Star"                         | —         | Thoughts of No Tomorrow |
| 2009 | "The Great Pretender"                     | —         | Avatar                  |
| 2012 | "Let it Burn"                             | —         | Black Waltz             |
| 2012 | "Smells Like a Freakshow"                 | 32        | Black Waltz             |
| 2014 | "Hail the Apocalypse"                     | —         | Hail the Apocalypse     |
| 2014 | "Bloody Angel"                            | 25        | Hail the Apocalypse     |
| 2014 | "Vultures Fly"                            | —         | Hail the Apocalypse     |
| 2016 | "The Eagle Has Landed"                    | 16        | Feathers & Flesh        |
| 2016 | "Night Never Ending"                      | 31        | Feathers & Flesh        |
| 2017 | "New Land"                                | 20        | Feathers & Flesh        |
| 2017 | "A Statue of the King"                    | —         | Avatar Country          |
| 2017 | "The King Wants You"                      | 27        | Avatar Country          |
| 2018 | "The King Welcomes You to Avatar Country" | —         | Avatar Country          |
| 2020 | "Silence in the Age of Apes"              | —         | Hunter Gatherer         |
| 2020 | "God of Sick Dreams"                      | —         | Hunter Gatherer         |
| 2020 | "Colossus"                                | 31        | Hunter Gatherer         |

## Videografía
| Año  | Título                                    | Director       | Álbum               | Ref.   |
| ---- | ----------------------------------------- | -------------- | ------------------- | ------ |
| 2004 | "My Shining Star"                         | Jonas Wolcher  | 4 Reasons to Die    | [ 68 ] |
| 2007 | "Schlacht"                                | –              | Schlacht            | [ 69 ] |
| 2009 | "The Great Pretender"                     | PA Nilsson     | Avatar              | [ 69 ] |
| 2010 | "Queen of Blades"                         | René U. Valdes | Avatar              | [ 70 ] |
| 2011 | "Black Waltz"                             | Johan Carlén   | Black Waltz         | [ 69 ] |
| 2012 | "Let It Burn"                             | –              | Black Waltz         | [ 69 ] |
| 2012 | "Torn Apart"                              | Johan Carlén   | Black Waltz         | [ 71 ] |
| 2013 | "Smells Like A Freakshow"                 | Johan Carlén   | Black Waltz         | [ 72 ] |
| 2014 | "Hail the Apocalypse"                     | Johan Carlén   | Hail the Apocalypse | [ 73 ] |
| 2014 | "Bloody Angel"                            | Johan Carlén   | Hail the Apocalypse | [ 74 ] |
| 2015 | "Vultures Fly"                            | Axel Widén     | Hail the Apocalypse | [ 75 ] |
| 2016 | "For the Swarm"                           | Johan Carlén   | Feathers & Flesh    | [ 76 ] |
| 2016 | "The Eagle Has Landed"                    | Johan Carlén   | Feathers & Flesh    | [ 77 ] |
| 2016 | "Night Never Ending"                      | Johan Carlén   | Feathers & Flesh    | [ 78 ] |
| 2017 | "New Land"                                | Johan Carlén   | Feathers & Flesh    | [ 69 ] |
| 2017 | "A Statue of the King"                    | Johan Carlén   | Avatar Country      | [ 79 ] |
| 2017 | "The King Wants You"                      | Johan Carlén   | Avatar Country      | [ 80 ] |
| 2018 | "The King Welcomes You to Avatar Country" | Johan Carlén   | Avatar Country      | [ 81 ] |
| 2019 | "King's Harvest"                          | Johan Carlén   | Avatar Country      | [ 82 ] |
| 2020 | "Silence in the Age of Apes"              | Johan Carlén   | Hunter Gatherer     | [ 83 ] |
| 2020 | "Colossus"                                | Johan Carlén   | Hunter Gatherer     | [ 83 ] |

## Filmografía
| Año  | Título                                                       | Director       | Tipo         | Ref.   |
| ---- | ------------------------------------------------------------ | -------------- | ------------ | ------ |
| 2007 | Irene Huss - Tatuerad torso                                  | Martin Asphaug | Película     | [ 84 ] |
| 2019 | “With Horns in the Air” – A very special message from Avatar | Johan Carlén   | Documental   | [ 85 ] |
| 2019 | Legend of Avatar Country: A Metal Odyssey                    | Johan Carlén   | Cortometraje | [ 47 ] |

## Premios y nominaciones
| Año  | Premio                             | Categoría           | Trabajo nominado | Resultado | Ref.   |
| ---- | ---------------------------------- | ------------------- | ---------------- | --------- | ------ |
| 2016 | Metal Hammer Golden Gods Awards    | Banda revelación    | Avatar           | Nominado  | [ 86 ] |
| 2016 | The Epiphone Revolver Music Awards | Mejor nuevo talento | Avatar           | Ganador   | [ 87 ] |
| 2017 | Metal Hammer Golden Gods Awards    | Banda revelación    | Avatar           | Ganador   | [ 43 ] |